# تلال حمرين
تلال حمرين أو بارِمّا  عبارة عن نتوئات جبلية صغيرة في شمال شرق العراق. تمتد أقصى غرب جبال زاغروس. وتمتد من محافظة ديالى المتاخمة لإيران، والشمال الغربي إلى نهر دجلة، وتقطع شمال محافظة صلاح الدين وجنوب محافظة كركوك.
في العصور القديمة، كانت الجبال جزءًا من المنطقة الحدودية بين بابل إلى الجنوب وآشور إلى الشمال.
شكلت سلسلة جبال وتلال حمرين الممتدة بين ثلاث محافظات ديالى وصلاح الدين وكركوك قاعدة أساسية ومهمة لهجمات «داعش» على هذه المحافظات وحتى إلى أطراف العاصمة بغداد.
يقدّر ارتفاع جبال حمرين حوالي خمسمائة متر تقريباً، وتعد هذه الجبال خطرة لامتدادها على طول الحدود مع إيران والكويت، وتعدّ ممراً مهماً لمحافظات الجنوب والوسط، وتوجد ثلاثة منافذ تقليدية في محافظة ديالى تؤدّي إلى تلال حمرين، وهي طريق المقدادية وطريق مندلي وطريق جلولاء.

## مضيق الفتحة

مضيق الفتحة في منطقة الفتحة شمال قضاء العلم في محافظة صلاح الدين، وتظهر جبال حمرين وجبال مكحول مفصولة بنهر دجلة وبأرض سهلية ضيقة لا جبال فيهة

مضيق الفتحة يفصل مرتفعات حمرين عن مرتفعات مكحول ويكون مجرى النهر فـي هـذا الجزء فقط محاطاً بسهل ضيق.